# 戴维·埃文斯
戴维·埃文斯（英語：David Evans，1967年9月20日—），澳大利亚男子田径运动员。他曾代表澳大利亚参加1984年、1992年和1996年夏季残疾人奥林匹克运动会田径比赛，获得二枚金牌和一枚银牌。